# Năm tội lớn
Năm tội lớn (sa. pañcānantaryāṇi karmāṇi), còn được gọi là Ngũ nghịch, Ngũ vô gián nghiệp là năm tội nặng nhất dẫn đến quả báo ngay lập tức, trong địa ngục Vô gián (vô gián, Phạn văn "ānantarya" nghĩa là ngay lập tức, không có gián đoạn), sau khi chết sa đoạ Địa ngục A tỳ (sa. Avici naraka). Chúng cụ thể là:
1. Giết cha (sát phụ, sa. pitṛghāta);
2. Giết mẹ (sát mẫu, sa. mātṛghāta);
3. Giết A-la-hán (sát A-la-hán; sa. arhadvadha);
4. Làm thân Đức Phật chảy máu (xuất Phật thân huyết, sa. tathāgatasyāntike duṣṭacittarudhirotpadana)
5. Chia rẽ Tăng-già (Phá hoà hợp tăng, sa. saṅghabheda).